# Excelsius
La Excelsius è stata una casa discografica italiana.

## Storia della Excelsius
L'Excelsius nasce nel 1931 come sottoetichetta della Cetra, ed inizialmente pubblica dischi a 78 giri per lo più di musica classica; e jazz la sede era a Torino, dapprima in via Assarotti 6, poi in via Avogadro 30 e infine in via Bertola 34.
Nel 1957, a seguito della fusione tra Fonit e Cetra e la conseguente nascita della Fonit Cetra l'Excelsius si specializza nel rock'n'roll e nel lancio di giovani talenti che, spesso, confluiranno nella casa madre: tra i nomi scoperti in questo periodo vi sono Ricky Gianco (che usava ancora lo pseudonimo Ricky Sann), Fiorella Giacon, Renzo Gallo e Johnny Baldini.
Altri artisti che incisero per l'etichetta furono Carlo Pierangeli, Mario Piovano, Fatima Robin's e The Ander's Quartet.
Per l'Excelsius lavoravano come arrangiatori i maestri Marcellino Signetti, torinese, con il suo complesso Signetti Music Men, e Giovanni Rosa Clot, di Coazze.
A partire dalla seconda metà degli anni '60 l'etichetta ridurrà le pubblicazioni, per poi chiudere del tutto nel 1978, anno in cui fu chiusa la sede torinese della Fonit Cetra (che si trasferì a Milano).
Un'emissione particolare dell'etichetta è stata, nel 1973, quella dell'ultimo appello del presidente del Cile Salvador Allende.

## I dischi pubblicati
La datazione si basa sull'etichetta del disco, sul vinile, sulla copertina; qualora nessuno di questi elementi abbia una datazione, ci si basa sulla numerazione del catalogo e sui dati inerenti alle pubblicazioni dei dischi in Italia di Musica e dischi; se esistenti, è riportato oltre all'anno il mese e il giorno (quest'ultimo dato si trova, a volte, stampato sul vinile).

### EP
| Numero di catalogo | Anno | Interprete                                                         | Titoli                                                                             |
| ------------------ | ---- | ------------------------------------------------------------------ | ---------------------------------------------------------------------------------- |
| EXE 01             | 1958 | Rosaclot e il suo complesso, con Antonio Vasquez e Fiorella Giacon | Condannami/Per un bacio d'amore/Cantando con le lacrime agli occhi/Tengo 40 grados |
| EXE 02             | 1959 | Bruno Zucchetti e il suo complesso, con Marileno Querci            | Sul Lungarno/O bella che dormite/Madonna fiorentina/Fiorentinatella                |
| EXE 05             | 1959 | The Victor Quintet                                                 | My Melancoly baby/Moulin Rouge/Charmaine/Allegro variato/Zona torrida              |
| EXE 07             | 1959 | E. Pontiack e il suo complesso                                     | 1st Dance Party                                                                    |
| EXE 09             | 1959 | Fiorella Giacon                                                    | Baby Lover/16 Candles/Dance Darling Dance/Venus                                    |

### 45 giri
| Numero di catalogo | Anno             | Interprete                                                                        | Titoli                                                             |
| ------------------ | ---------------- | --------------------------------------------------------------------------------- | ------------------------------------------------------------------ |
| EXS 0200           | 1958             | Mario Piovano                                                                     | Jeannette/Testa pelata                                             |
| EXS 0201           | 1958             | Fiorella Giacon (sul lato A)/Antonio Vasquez (sul lato B)                         | Tengo 40 grados/Cantando con le lacrime agli occhi                 |
| EXS 0202           | 1958             | Antonio Vasquez con il complesso Rosaclot                                         | Condannami/Per un bacio d'amore                                    |
| EXS 0203           | 1959             | Mario Piovano                                                                     | Layolo/Ivette                                                      |
| EXS 0204           | 1959             | Marileno Querci                                                                   | Sul Lungarno/O bella che dormite                                   |
| EXS 0205           | 1959             | Marileno Querci                                                                   | Madonna fiorentina/Fiorentinatella                                 |
| EXS 0206           | 1959             | Tony Montez con il complesso Rosaclot                                             | Passion Flower/Moon-Talk (parole alla luna)                        |
| EXS 0207           | 1959             | Fiorella Giacon con il complesso Rosaclot                                         | Crazy Love/Love Me Forever                                         |
| EXS 0208           | 1959             | Fiorella Giacon con il complesso Rosaclot                                         | Pity Pity/Zulubambo                                                |
| EXS 0209           | 1959             | Ricky Sann con il complesso Rosaclot                                              | Ciao ti dirò/Bye bye love                                          |
| EXS 0210           | 1959             | Fiorella Giacon con il complesso Rosaclot                                         | Baby Lover/Dance! Darling Dance!                                   |
| EXS 0211           | 1959             | Fiorella Giacon sul lato A/Tony Montez con il complesso Rosaclot sul lato B       | Amore, guarda il cielo!.../Quanto ti amavo                         |
| EXS 0212           | 1959             | Banda dei Cittadini dell'ordine diretta da G. Intimo                              | Alido/Marcia d'ordinanza dei "Cittadini dell'ordine"               |
| EXS 0213           | 1959             | Fiorella Giacon con il complesso Rosaclot                                         | 16 candles/Venus                                                   |
| EXS 0214           | 1959             | Fatima Robin's con gli Asternovas Quintet                                         | Ain't Misbehavin/My Funnny Valentine                               |
| EXS 0215           | 1959             | Fatima Robin's con gli Asternovas Quintet                                         | Lady Is A Tramp/A Foggy Night In San Francisco                     |
| EXS 0216           | 1959             | Fiorella Giacon con il complesso Rosaclot                                         | Ladro di baci/Buongiorno all'Italia                                |
| EXS 0217           | 1959             | Fiorella Giacon con il complesso Rosaclot                                         | Napulitano cha cha cha/My Heart Sings                              |
| EXS 0218           | 22 luglio 1959   | Fiorella Giacon con il complesso Rosaclot                                         | Susie Darlin'/Tutte le strade                                      |
| EXS 0219           | 1959             | Johnny Baldini con i Punny Boys                                                   | Baby rock/Il tuo bacio è come un rock                              |
| EXS 0220           | 1959             | Johnny Baldini con i Punny Boys                                                   | Cow Boy/Ritroviamoci                                               |
| EXS 0221           | 1959             | Johnny Baldini (sul lato A)\|Adriano Valle (sul lato B)                           | Uscita da un quadro di Modigliani/Milioni di scintille             |
| EXS 0222           | 1959             | Fatima Robin's                                                                    | Ya Ya/La strada dell'amore                                         |
| EXS 0223           | 1959             | Fatima Robin's                                                                    | Nun è peccato/Can't Get Out of This Mood                           |
| EXS 0224           | 1959             | Adriano Valle con il Milan Quartet                                                | Milioni di scintille/Lei, soltanto lei                             |
| EXS 0225           | 1959             | Sergio Gariglio (sul lato A)/Carlo Vigna con Maria Anici e il complesso Lanfranco | Primavera 'd Turin/O mia Mole Antonelliana (nostalgia 'd Turin)    |
| EXS 0226           | 1959             | Johnny Baldini                                                                    | Grido/Col mio pony                                                 |
| EXS 0227           | 1959             | Ricky Sann                                                                        | Precipito/Senza parole                                             |
| EXS 0228           | 1959             | Ricky Sann                                                                        | La notte/Twenty Flight Rock                                        |
| EXS 0229           | 1959             | Valeria Terry con il Complesso Signetti                                           | La verità/Ti ho detto no                                           |
| EXS 0230           | 1960             | Johnny Baldini                                                                    | Lasciami/Cielo                                                     |
| EXS 0231           | 15 febbraio 1960 | Mara Gari con i Signetti Music Men                                                | Mi arrendo/Forever                                                 |
| EXS 0234           | 7 marzo 1960     | Johnny Baldini con i Signetti Music Men                                           | Oh Carol/Why                                                       |
| EXS 0235           | 1960             | Johnny Baldini con i Signetti Music Men                                           | Sandy/Black and blue                                               |
| EXS 0236           | 1960             | Johnny Baldini con i Signetti Music Men                                           | Perché non telefoni più/Whisky a gogò                              |
| EXS 0239           | 1960             | Fiorella Giacon con il complesso Rosaclot                                         | Il ritorno del Cow-Boy/Dall'alba al tramonto                       |
| EXS 0240           | 1960             | Johnny Baldini con il complesso di Pier Emilio Bassi                              | King of rock/Fai come ti pare                                      |
| EXS 0245           | 13 giugno 1960   | Mimmarella con il Quartetto Orfeo                                                 | Rubare/Hey Ba Ba Re Bop                                            |
| EXS 0249           | 1960             | Franck e la sua fisarmonica, con Quintetto Ritmico                                | Marina/Scandalo al sole                                            |
| EXS 0250           | 1960             | Carlo Pierangeli con Orchestra Ansalone                                           | I tuoi nemici amore/Quella sera bambina                            |
| EXS 0251           | 1960             | Trio Nino Lombardo (lato A)/ Lino Miraglia e Sestetto Nino Lombardo (lato B)      | I'm in the mood for love/Nun scappà                                |
| EXS 0252           | 1960             | The Ander's Quartet                                                               | Bella bimba/Nessuno al mondo                                       |
| EXS 0254           | 1960             | The Ander's Quartet                                                               | Quando la luna/Salomon                                             |
| EXS 0255           | 1961             | Johnny Baldini                                                                    | Sassi/Il pullover                                                  |
| EXS 0256           | 1961             | Renzo Gallo                                                                       | Alonzo (il torero di Malaga)/Avventura a Bagdad                    |
| EXS 0257           | 1961             | Mirella Visconti con Renzo Gallo e il suo complesso                               | Tu che m' hai preso il cuor/Triana Morena                          |
| EXS 0258           | 1961             | Carlo Pierangeli                                                                  | Congedandi/Coscritti                                               |
| EXS 0259           | 1961             | Lorenzo Gardino e la sua orchestra                                                | Capriccio/Tonina                                                   |
| EXS 0260           | 1961             | Gianfy e la sua orchestra                                                         | Fiorin fiorello/Vieni con me Carmela                               |
| EXS 0261           | 1961             | Johnny Baldini                                                                    | Valentino/Elettrico                                                |
| EXS 0263           | 1961             | The Ander's Quartet                                                               | Noi innamorati/Mais oui!                                           |
| EXS 0264           | 1961             | The Ander's Quartet                                                               | Chi sarà/Café chantant                                             |
| EXS 0290           | 25 maggio 1962   | Riccardo Ducci e la sua fisarmonica                                               | Garufa/Duelo criollo                                               |
| EXS 0302           | 1963             | Mario Piovano                                                                     | Polca della primavera/Sierra                                       |
| EXS 0303           | 1963             | Mario Piovano                                                                     | Il brando/Il tacchino                                              |
| EXS 0335           | 1964             | Piero Binello                                                                     | Tu amargura/Dinamic Polca                                          |
| EXS 0340           | 1964             | Gianna Penzo                                                                      | Figure di surf/Forse sarà l'amore                                  |
| EXS 0341           | 1964             | Pier Gino Costello                                                                | Non aspettar/Ciao ciao baby                                        |
| EXS 0348           | 1965             | Piero Binello                                                                     | El 9 de Julio/Adios pampa mia                                      |
| EXS 0349           | 1965             | Piero Binello                                                                     | Canaro en Paris/Uno                                                |
| EXS 0350           | 1965             | Piero Binello                                                                     | Tiziana mia/Histoire d'un Pierrot                                  |
| EXS 0351           | Maggio 1965      | Piero Binello                                                                     | La refalosa/Caccia alla lepre                                      |
| EXS 0352           | Giugno 1965      | Piero Binello                                                                     | Marirosa/Mazurca, dal ballo Excelsior                              |
| EXS 0353           | Giugno 1965      | Riccardo Ducci e Piero Binello                                                    | La gazzella/Souvenir de Paris                                      |
| EXS 0385           | Dicembre 1965    | Luigi Mattea e i Villici                                                          | Valzer delle lucciole/Al forestale                                 |
| EXS 0388           | Febbraio 1966    | Luigi Mattea e i Villici                                                          | Celestino/Nicolino                                                 |
| EXS 0389           | Febbraio 1966    | Luigi Mattea e i Villici                                                          | La rugiada/Primavera                                               |
| EXS 0392           | 1967             | The George's                                                                      | Perché piangi bambina?/Mamma, lascia che ti dica                   |
| EXS 0396           | 1967             | Dinah Perry                                                                       | Troppo giovane/Non so vivere                                       |
| EXS 0397           | 1967             | Antonio Vasquez e Rosetta Fiore                                                   | La fine del bersagliere parte I/La fine del bersagliere parte I    |
| EXS 0409           | 1967             | Luciano Maglia                                                                    | Quatriglia spassusa/Don Liborio                                    |
| EXS 0422           | 1967             | Luisella Guidetti                                                                 | Quando l'alba verrà/Tutto mi parla di te                           |
| EXS 0423           | 1967             | Elio Grassidonio                                                                  | A.E.I.O.U./Se mi vuoi                                              |
| EXS 0424           | 1968             | Antonio Vasquez e Rosetta Fiore                                                   | La fine del bersagliere parte I/La fine del bersagliere parte I    |
| EXS 0434           | 1968             | Chiara                                                                            | Uno shake in riva al mar/Capirà                                    |
| EXS 0435           | 1968             | Riccardo Ducci e Piero Binello                                                    | Birbin/El bott                                                     |
| EXS 0436           | 1968             | Orchestra Bo                                                                      | Uno shake in riva al mar/Capirà                                    |
| EXS 0449           | 1968             | I Ricercati 66                                                                    | Tu sei come l'acqua/ti voglio bene                                 |
| EXS 0451           | 1968             | I Baronetti                                                                       | Sabbia blu/L'immagine                                              |
| EXS 0452           | 21 novembre 1968 | Gli Artero                                                                        | Concerto d'amore/Good bye, Sauze d'Oulx                            |
| EXS 0455           | 24 aprile 1970   | Piccolo Coro del Maffei e orchestra diretta da Romano Farinatti                   | Lasciateci dire.../Snacckiamoci Fiesta Snack                       |
| EXS 0461           | 1971             | Romano Bertola                                                                    | La canzone dei brigantim parte I/La canzone dei brigantim parte II |
| EXS 0465           | 1973             | Salvador Allende                                                                  | Ultimo appello di Allende                                          |
| EXS 0467           | 1974             | Antonella Bellan (lato A)/Pier Benito Greco (lato B)                              | Grande Torino/Fiori d'arancio                                      |

### 78 giri (N.B. Parziale)
| Numero di catalogo | Anno | Interprete                                                                | Titoli                                                |
| ------------------ | ---- | ------------------------------------------------------------------------- | ----------------------------------------------------- |
| SE 7888            | ?    | Orchestra Tienno Pattacini                                                | Miramonte, Valzer                                     |
| SE 7892            | ?    | Orchestra Tienno Pattacini                                                | Pupo / Notte appassionata                             |
| SE 7893            | ?    | Orchestra Tienno Pattacini                                                | Luna Velata, Non Tornerò, canta P.Liggeri             |
| V 9916             | ?    | T.Vanni con Super Orchestra Giordani / Franco Silvani Orchestra Aromandi, | Non dimenticar... (le mie parole) / Malinconico tango |
| V 9699             | ?    | Orchestra «Gallo-Kramer»                                                  | Vivacità / Fior Di Maggio                             |
| S 6834             |      | Duo di Fisarmoniche (Gallo-Kramer)                                        | Valtzer delle Stelle / Se fossi milionario!           |